# Ta’ Xbiex
Ta’ Xbiex är en ort och kommun i Malta. Den ligger  på ön Malta i den östra delen av landet, 2 kilometer väster om huvudstaden Valletta. 